# Лікувально-трудова установа
Лікувально-трудова установа — в СРСР і деяких пострадянських країнах — вид лікувально-виправної установи, призначеної для тих, хто за рішенням суду примусово лікується від наркоманії та алкоголізму. До спеціальних лікувально-трудових установ належать і лікувально-трудові профілакторії, де лікують хронічних алкоголіків та наркоманів, які не скоїли злочину.